# وذمة حليمة العصب البصري
وذمة حليمة العصب البصري (بالإنجليزية: Papilledema)‏ هو انتفاخ في القرص البصري سببه زيادة في الضغط داخل القحف. يحدث الانتفاخ غالباً في كلا العينين، وقد يستغرق ظهوره ساعات أو أسابيع، أما الانتفاخ في قرص بصري واحد - عين واحدة - فهو نادر الحدوث.

## الأسباب
من أسباب زيادة ضغط داخل القحف:
- ورم المخ
- الورم الكاذب المخي (أو فرط ضغط داخل القحف مجهول السبب)
- الخثار الجيبي الوريدي المخي
- النزف المخي
- توقف التنفس
- نقص التوتر (أو نقص الضغط)
- آيزوتريتينوين، وهو دواء مشتق من فيتامين ألف، ونادرا ما يسبب وذمة حليمة العصب البصري.
- فرط فيتامين ألف
- فرط أمونيا الدم
- متلازمة غيلان باريه
- متلازمة فوستر كندي
- تشوه آرنولد خياري
- أورام الفص الجبهي
- داء المرتفعات الحاد ووذمة المرتفعات الدماغية
- داء لايم (وخصوصا التهاب سحايا لايم
- فرط ضغط الدم الخبيث
- ورم أرومي نخاعي
- إصابات حجاجية
  - الزرق: انسداد الوريد الشبكي المركزي وخثار الجيب الكهفي
  - آفات موضعية مثل: التهاب العصب البصري والاعتلال العصبي البصري الإقفاري وتسمم الميثانول وارتشاح القرص البصري بورم دبقي والورم اللمفي والساركويد
- ابيضاض الدم الليمفاوي الحاد
- انعدام الوزن (أو الجاذبية الصغرى)